# Robin és Marian
A Robin és Marian 1976-ban bemutatott amerikai kalandfilm Richard Lester rendezésében.

## Történet
|  | Alább a cselekmény részletei következnek! |

Robin Hood és hű társa, Little John sok-sok év után végre hazatér a keresztes hadjáratból Oroszlánszívű Richárd országába. Amikor a király egy szerencsétlen véletlen miatt életét veszti, öccse, az őrült János kaparintja meg a hatalmat, és Nottingham seriffjének azt parancsolja, hogy üldözze el az országból a papokat. Robin a Sherwoodi-erdőben újra felállítja csapatát, hogy megmentse egykori szerelmét, az apácaként élő Mariant – és persze a nélkülözőket.

## Szereplők
| Szerep                       | Színész          | Magyar hangja (1. szinkron |
| ---------------------------- | ---------------- | -------------------------- |
| Robin Hood                   | Sean Connery     | Vass Gábor                 |
| Lady Marian                  | Audrey Hepburn   | Kovács Nóra                |
| Nottingham seriffje / bírója | Robert Shaw      | Kőszegi Ákos               |
| Oroszlánszívű Richárd        | Richard Harris   | Papp János                 |
| Little John                  | Nicol Williamson | Epres Attila               |
| Skarlát Will                 | Denholm Elliott  | Csuha Lajos                |
| Sir Ranulf                   | Kenneth Haigh    | N/A                        |
| Tuck szerzetes               | Ronnie Barker    | Várkonyi András            |
| János király                 | Ian Holm         | N/A                        |
| Mercadier                    | Bill Maynard     | Barbinek Péter             |